# Мир во всём мире (памятник)
«Мир во всём мире» (фин. Maailman rauha, швед. Världsfreden) — бронзовый памятник советского скульптора Олега Кирюхина (1929—1991), подаренный в 1989 году городом Москвой городу-побратиму Хельсинки.
Памятник принадлежит Художественному музею Хельсинки. В августе 2022 года монумент демонтирован в связи с грядущей перестройкой улицы Хаканиеменранта, на которой он располагался с 1990 года.

## Описание

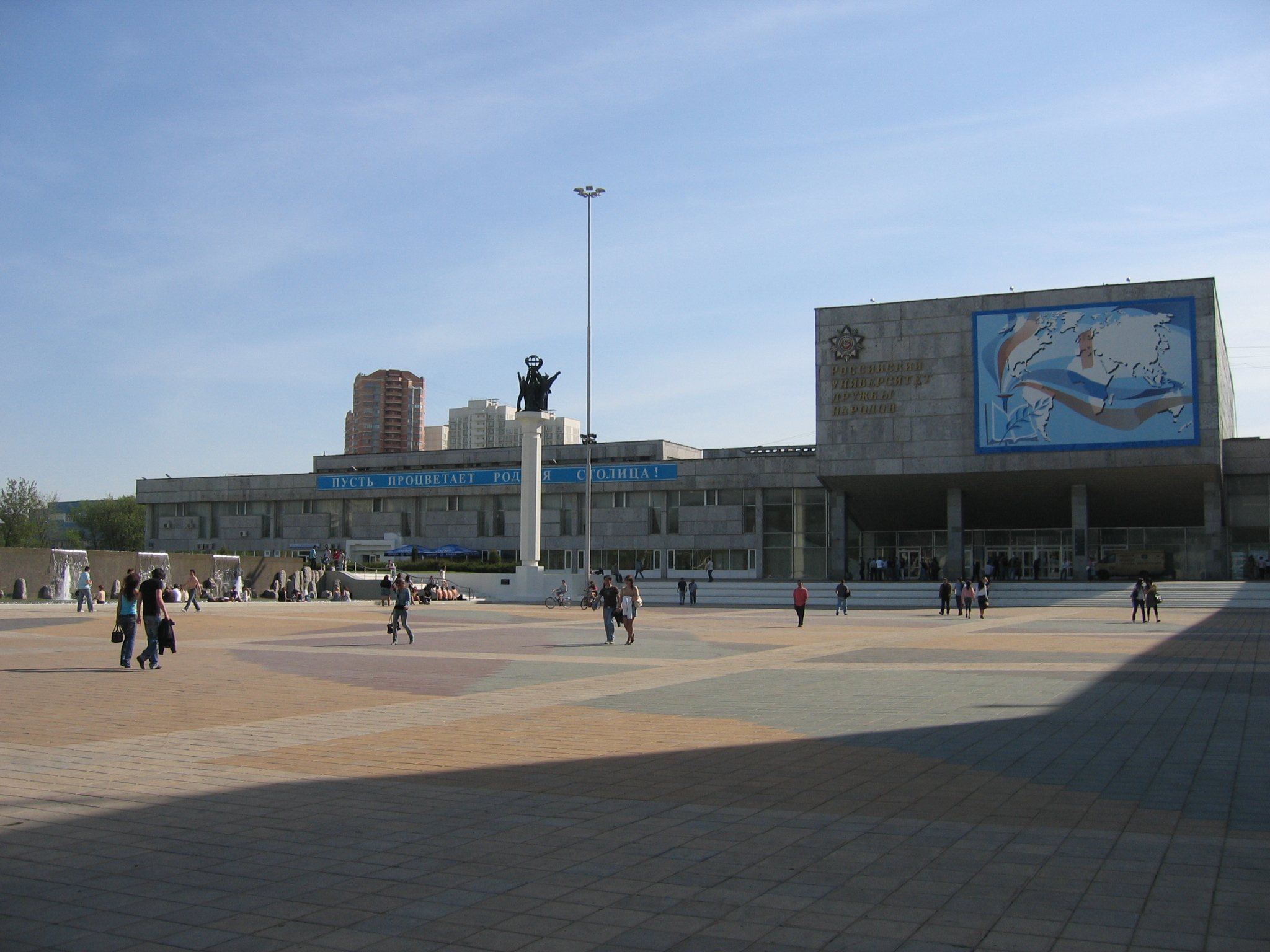
Монумент «Мир во всём мире» у Университета дружбы народов в Москве. Скульптор О. С. Кирюхин (1985)

Высота скульптуры 6,5 м. Представляет собой увеличенную копию монумента «Мир во всём мире» у Университета дружбы народов в Москве (1985). Скульптурная композиция представляет собой изображение пяти людей с пяти разных континентов, в поднятых руках у которых находится обрамленный ветвями глобус. Фигуры вздымают кулаки свободных рук вверх в защиту мира. Сходная композиция характерна и для более ранней скульптуры аналогичной тематики «Миру — мир!».

## История

Скульптура «Дети мира» в Парке Дружбы в Москве. Скульптор Антти Неувонен, 1990

В 1984 году Москва и Хельсинки отметили 30-летие установления дружественных отношений. В честь этого знаменательного события муниципалитет Хельсинки принял решение установить в столице Финляндии монумент «Мир во всём мире», подаренный Москвой. Памятник открыт 14 января 1990 года на улице Хаканиеменранта в районе Каллио на берегу пролива Силтавуоренсалми (Siltavuorensalmi) Финского залива. В качестве ответного жеста Хельсинки подарили Москве скульптурную композицию «Дети мира» (скульптор Антти Неувонен), которая открыта 9 октября 1990 года в Парке Дружбы на Ленинградском шоссе.
После установки получил шутливое прозвище «Крадущие рыболовный садок» (Katiskavarkaat). В 1991 году студенты, среди которых был Микаэль Юнгнер, повредили памятник, облив его смолой с перьями.
В 2010 году памятник безуспешно пытались взорвать с помощью газового баллона.
Общественные дебаты о судьбе монумента обострились после вторжения России на Украину.

### Демонтаж памятника

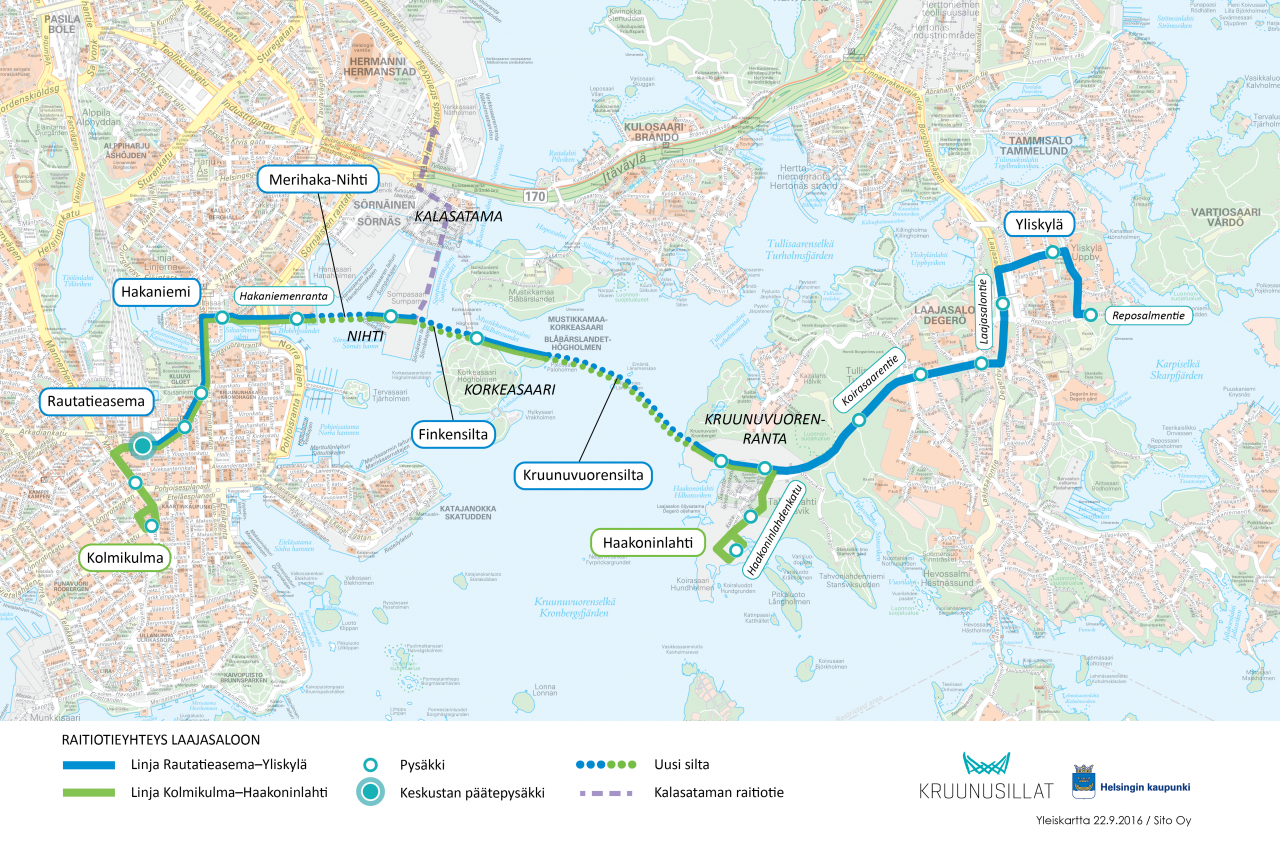
Трамвайные линии по проекту Kruunusillat

4 августа 2022 года снят с постамента, 8 августа перемещён по морю на склад в Уусимаа. Памятник демонтирован в связи с началом реализации проекта Kruunusillat по строительству маршрута для пешеходов, велосипедистов и трамваев длиной 10 км, включающего три моста: Мерихаансилта (между районами Мерихака и Сомпасаари), Финкенсилта (между Сомпасаари и Коркеасаари (остров)) и Круунувуоренсилта (между Коркеасаари и Круунувуоренранта). Маршрут свяжет Хаканиеми и юго-восточный район Лааясало. Предполагаемая дата окончания строительства — 2026 год.
Проект не предусматривает возвращения памятника. На месте памятника запланировано строительство тротуара. Город Хельсинки и Художественный музей Хельсинки решат окончательную судьбу статуи позже.